# Hamlin Garland

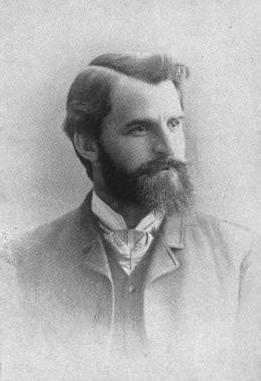
Hamlin Garland (1891)

Hannibal Hamlin Garland (* 14. September 1860 in West Salem, Wisconsin; † 4. März 1940 in Hollywood, Kalifornien) war ein US-amerikanischer Schriftsteller. Er gilt als einer der wichtigsten Naturalisten in der amerikanischen Literatur.

## Leben
Garland verbrachte seine Jugend im amerikanischen Mittleren Westen, der als Hintergrund für die meisten seiner Erzählungen und Romane erscheint. In seinen Werken setzte er sich oft für Reformen ein, so in A spoil of office (1892) für die Ideen der Populist Party. Essays über seine naturalistische Literaturtheorie, die er Veritismus nannte, wurden in Crumpling idols 1894 veröffentlicht.
Seine 1917 veröffentlichte Autobiografie A son of the Middle Border war so erfolgreich, dass er 1922 mit A daughter of the Middle Border eine Fortsetzung veröffentlichte. Dieses Werk wurde 1922 mit dem Pulitzer-Preis in der Kategorie Biographie oder Autobiographie ausgezeichnet. 1898 wurde er in das National Institute of Arts and Letters gewählt.
Garland war mit der Malerin und Bildhauerin Zulime Taft verheiratet und hatte zwei Töchter.

## Werke (Auswahl)
- Main travelled roads (1891)
- Under the lion's paw, in: Hamlin Garland: Main-travelled roads, 1891 (dt. Im Würgegriff; Balladine Publishing, Köln 2024, ISBN 978-3-945035-63-4)
- A spoil of office (1892)
- Prairie folks (1892)
- Jason Edwards. An average man (1892)
- Crumpling idols (1894)
- Rose of Dutcher's Cooly (1895)
- Boy life on the prairie (1899)
- Cavanagh, forest ranger (1910)
- A son of the Middle Border (1917)
- A daughter of the Middle Border (1921)